# Namasmarana

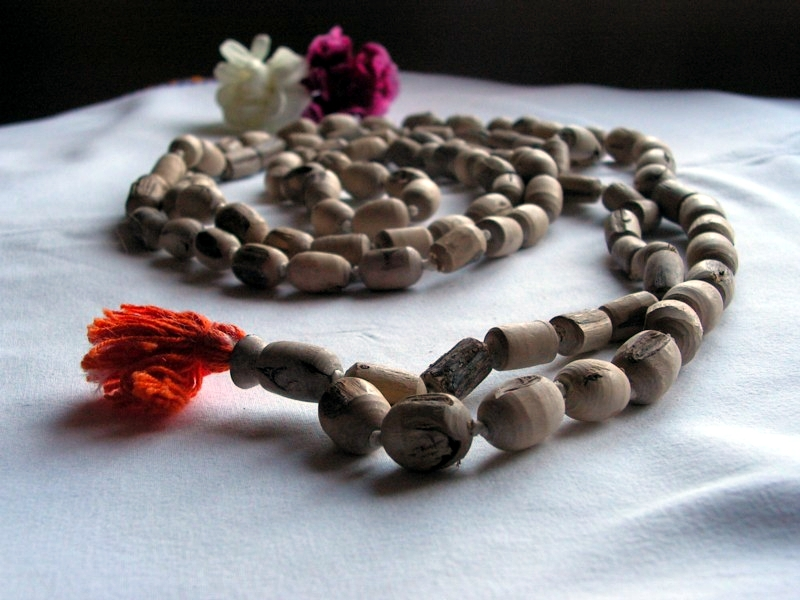
Un Japa mala, lo strumento per eccellenza nella pratica del Namasmarana.

Presso la religione induista, il termine Namasmarana (dal sanscrito nama, "nome", e smaranam, "tenere a mente", "rammentare") indica la pratica spirituale di ricordare e ripetere continuamente uno o più nomi di Dio. Questa ripetizione può avvenire mentalmente o tramite la voce fisica. Vengono solitamente ripetuti i vari nomi delle murti induiste, oppure veri e propri mantra, come ad esempio la Oṃ.
Il numero di ripetizioni ha inoltre un preciso significato simbolico ed esoterico (come ad esempio il 108), e per tenerne il conto durante la recitazione spesso ci si aiuta con il Japa Mala.
Si tratta di una forma di disciplina spirituale senza tempo in India (paragonabile, in termini occidentali, alla recita del rosario) avente lo scopo di sviluppare la devozione, o bhakti, e mantenere la mente fissa e concentrata su Dio. Di fatto, il canto dei bhajan non è altro che una forma evoluta e più articolata di Namasmarana.
Tutte le scuole di pensiero induiste, in particolare lo Yoga e le correnti devozionali, danno grande importanza e risalto a questa pratica, a cui viene attribuito un profondo potere di elevazione e purificazione, a livello spirituale, mentale e fisico.